# Carutapera (ort)
Carutapera är en ort i Brasilien.   Den ligger i kommunen Carutapera och delstaten Maranhão, i den nordöstra delen av landet, 1 600 km norr om huvudstaden Brasília. Carutapera ligger 7 meter över havet och antalet invånare är 12 819.
Terrängen runt Carutapera är mycket platt. Närmaste större samhälle är Viseu, 13,3 km väster om Carutapera. 
Trakten runt Carutapera består huvudsakligen av våtmarker. Runt Carutapera är det glesbefolkat, med 15 invånare per kvadratkilometer.